# Phương ngữ Vlaanderen

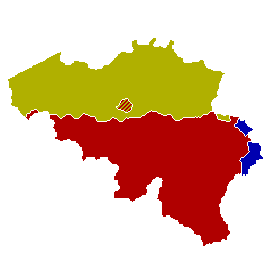
Ngôn ngữ chính thức ở Bỉ: Tiếng Hà Lan (vàng), tiếng Pháp (đỏ) và tiếng Đức (xanh). Brussels là vùng song ngữ mà cả tiếng Hà Lan và Pháp đều là chính thức.

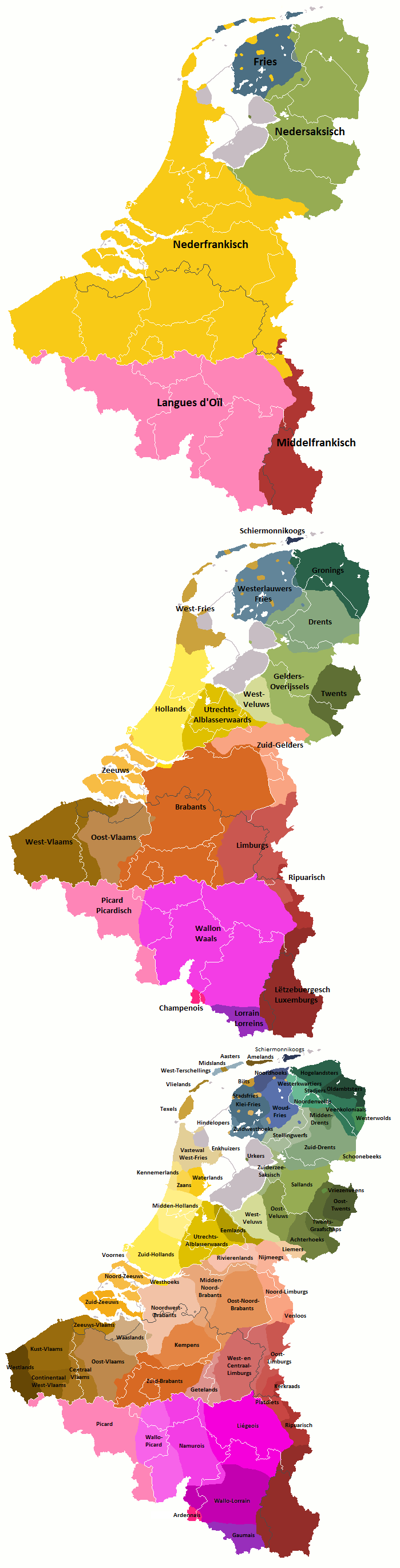
Bản đồ thể hiện các phương ngữ trong Benelux: nhiều người ở Flanders nói một phương ngữ hay tiếng Flemish thông thường và hiểu người nói tiếng Hà Lan; khi viết phương ngữ ít được sử dụng và Flemish và tiếng Hà Lan hầu như giống hệt

Flemish hay tiếng Hà Lan-Bỉ (Belgisch-Nederlands [ˈbɛl̪ɣ̟is̪ ˈn̪eːd̪ərl̪ɑn̪t̪s̪] ⓘ, hay Vlaams) là tiếng Hà Lan được nói ở Vlaanderen, miền bắc nước Bỉ, dù chính thức (trong trường học, chính phủ hoặc truyền thông hay không chính thức (trong lời nói hàng ngày, "nl" [ˈtʏsə(n)ˌtaːɫ]). Có bốn phương ngữ tiếng Hà Lan chính ở Flanders: Brabantia, Flemish Đông, Flemish Tây, và Tiếng Limburg. Hai cái sau đôi khi được coi là ngôn ngữ riêng.